# Quand c'est ?
 (avril 2016).
Si vous disposez d'ouvrages ou d'articles de référence ou si vous connaissez des sites web de qualité traitant du thème abordé ici, merci de compléter l'article en donnant les références utiles à sa vérifiabilité et en les liant à la section « Notes et références ».
Singles de Stromae
Carmen
(2015) Repetto x Mosaert
(2017)
Quand c'est ? est un single de Stromae, sorti en 2013. C'est la septième piste de son second album studio, Racine carrée.
Cette chanson a pour thème principal le cancer.

## Contenu
Dans sa chanson, Stromae se bat contre le cancer et exprime son ressenti sur la maladie.
Dans ce titre, Stromae s'adresse directement au cancer, comme s'il était en interaction directe avec lui. Aux travers de ses paroles, il affronte la maladie et lui demande un peu de répit en chantant Quand c'est ? que tu pars en vacances ?.

## Composition
Pour ce titre, l'artiste utilise un octapad (une batterie électronique) ainsi qu'un synthétiseur.[réf. nécessaire]
De plus, l'extrait est accompagné de petits craquements de vinyls incorporés dans le fond, aussi appelés "Vinyl Crackle". Cet effet permet d'apporter un aspect vintage à la chanson. 
La musique a un rythme de 104 battements par minute (104 BPM).

## Clip vidéo
À travers le clip, le chanteur belge danse en ombre chinoise face à des sièges inoccupés tel un pantin. Il s'attaque à bras le corps au cancer dans un théâtre vide mais pourtant envahi par le mal. Le cancer est représenté comme une araignée qui se développe de plus en plus et qui gravite autour de l'artiste jusqu'à finalement le piquer et lui prendre son âme. Elle rejoindra donc toutes les autres, représentant toutes les vies que le cancer a déjà enlevé au monde. La mise en scène est sobre, entièrement faite de noir et de blanc.
Le vidéo-clip a été publié sur YouTube 14 septembre 2015. Il a été visionné 3,5 millions de fois en vingt-quatre heures. Le clip a été tourné dans l'ancien théâtre Jeusette, à Seraing, dans la section d'Ougrée, en Belgique.
Il a été chorégraphié sous les conseils de Marion Motin (déjà sollicitée pour les clips de Tous les mêmes et de Papaoutai).

## Classement hebdomadaire
| Classement (2013/2015)                 | Meilleure position |
| -------------------------------------- | ------------------ |
| Belgique (Flandre Ultratop 50 Singles) | 39                 |
| France (SNEP)                          | 142                |

## Reprises
La chanson est reprise le 9 avril 2016 par le candidat MB14 lors de l'Épreuve ultime de la cinquième saison du télé-crochet The Voice, la plus belle voix sur TF1. MB14, disqualifié par Zazie, est repris par Mika.